# Lou Diamond Phillips
Lou Diamond Phillips (Base naval estatunidenca Subic Bay, Zambales, Filipines, 17 de febrer de 1962) és un actor, director i guionista estatunidenc criat a Texas, que va saltar a la fama per la seva interpretació del músic Ritchie Valens a la pel·lícula La bamba. L'any 1990 va ser adoptat per la tribu Sioux, tot i que ell té sang Cherokee, i va rebre el nom de "Star Keeper".
La seva filmografia principal inclou títols com La bamba (1987), Lliçons inoblidables (1988), Young Guns (1988), Young Guns II (1990), Teresa's Tattoo (1994), Courage Under Fire (1996), The Big Hit (1998), Un altre dia al paradís (1998), Brokedown Palace (1999), Bats (1999), Una manera millor de morir (2000), Hollywood: Departament d'homicidis (2003) i Che: Guerrilla (2008), encara que també ha participat a diverses sèries de televisió.

## Biografia
Phillips va néixer amb el nom de Lou Diamond Upchurch, en l'Estació Naval de la Badia Subic, localitzada en les Filipines, sent fill de Lucita i Gerald Upchurch, un oficial naval. El seu pare tenia ascendència escocesa, irlandesa, cherokee i hawaiana mentre que la seva mare tenia ascendència espanyola, xinesa, filipina i japonesa. Va ser nomenat així en honor del llegendari marí Leland "Lou" Diamond. i va adoptar el cognom del seu padrastre.

### Carrera
L'estrellat de Lou va sorgir en ser considerat per protagonitzar la pel·lícula La bamba, personificant al ja mort músic nord-americà d'origen mexicà, Ritchie Valens. Malgrat que el paper li va fer guanyar elogis dels crítics especialitzats, a partir de llavors li va ser difícil trobar un altre paper principal en alguna altra super producció cinematogràfica a Hollywood. Cap a 1988 va aconseguir un paper de coprotagonista al costat de l'actor Edward James Olmos, en el film de drama escolar anomenat: Stand and Deliver. En aquesta producció, va encarnar un trinxeraire cholo anomenat Ángel Guzmán inspirat en Jaime Escalante (Personatge de la vida real) -el seu professor de matemàtiques-, que l'insta a desafiar la seva capacitat cognitiva per comprendre els misteris del càlcul matemàtic, i a través d'això crear amistat amb el seu mestre. Stand and Deliver va ser filmada abans que La Bamba, però va ser llançada un any després. El 1988 i 1990 Phillips va coprotagonitzar al costat d'Emilio Estévez i Kiefer Sutherland la pel·lícula de western Young Guns i Arma jove .
Cap a setembre de 2007, Phillips es va unir a la companyia teatral de Lehrner and Lowe en l'obra Camelot, interpretant el paper del Rei Artús.
El primer film que va protagonitzar però que no va tenir gaire repercussió va ser Trespasses.
Phillips ha interpretat de manera recurrent l'agent de l'FBI Ian Edgerton a la sèrie televisiva Numb3rs. Edgerton és el millor rastrejador i franctirador, instructor de Quantico, quan ell no està treballant en aquesta recerca de camp.
EL 2009 va entrar a formar part del càsting principal de la sèrie de la franquícia Stargate: Stargate Universe, interpretant al Coronel Telford.

### Vida personal
Durant la filmació de Trespasses, va conèixer Julie Cypher, ajudant de direcció que es va convertir en la seva esposa el 17 de setembre de 1986. Temps després es van divorciar, el 5 d'agost de 1990. Cypher entaularia relacions amb la cantant rockera Melissa Etheridge, mentre que Lou va conèixer a Jennifer Tilly, amb qui es va comprometre durant cert temps però mai es van casar. Temps després va conèixer i va contreure matrimoni amb la model Kelly Preston (no confondre amb l'esposa de John Travolta, amb el mateix nom). Van tenir 3 filles, es van separar l'any 2005 i el seu divorci va culminar l'agost de 2007. Aquell mateix mes va casar amb Yvonne Boismier i el seu primer fill amb ella va néixer a l'octubre del mateix any.
El divendres 11 d'agost de 2006, va ser arrestat per possible violència domèstica al seu domicili a Los Angeles, posterior a una disputa amb la seva promesa Yvonne Boismier. Va ser sentenciat a llibertat condicional per tres anys prestant un servei comunitari de 200 hores.
Durant una entrevista titulada "Shine On You Crazy Diamond" de la revista musical "Smash Hits", Phillips va revelar que la seva banda favorita és Pink Floyd i per descomptat que la seva cançó favorita és «Shine on You Crazy Diamond» originalment dedicada al desaparegut músic Syd Barrett.

### Activisme
Phillips és portaveu i advocat de HR 4574, una acta d'igualtat cap als veterans de la segona guerra mundial d'origen filipí, per aconseguir els mateixos beneficis atorgats als altres veterans de guerra.

## Filmografia
- Interface (1984)
- Trespasses (1986)

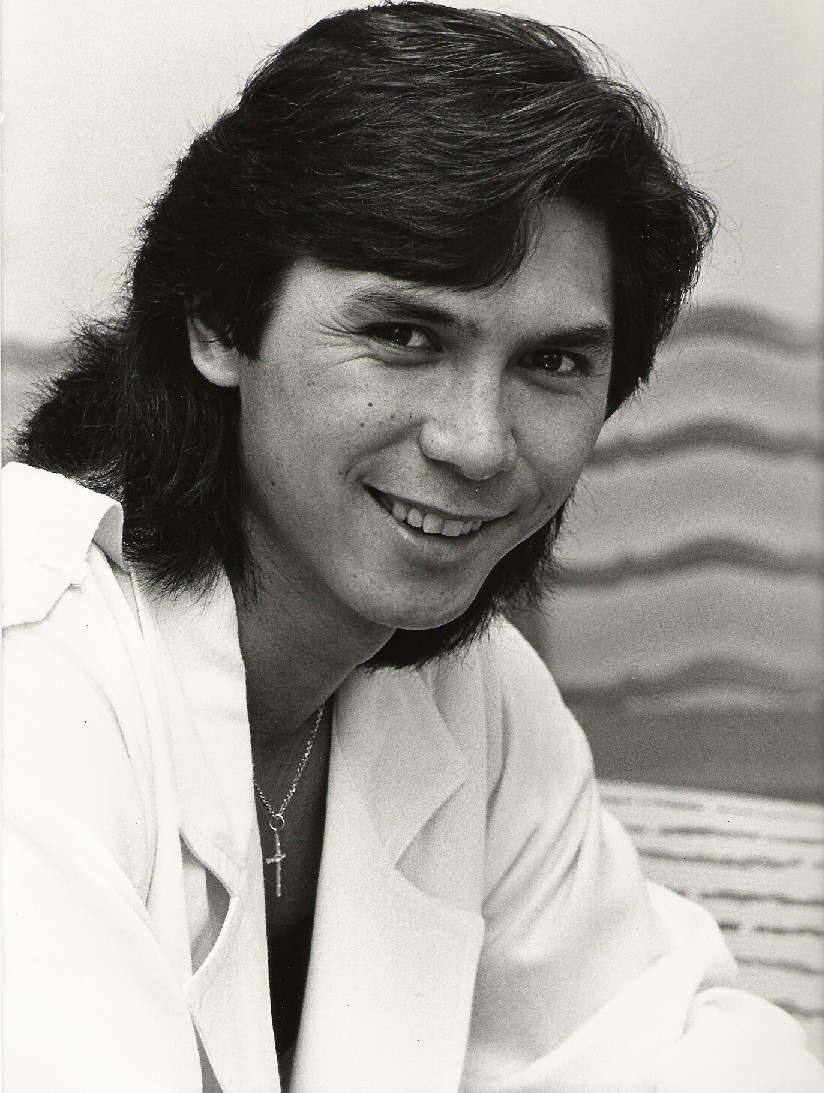
Lou Diamond Phillips el 1987.

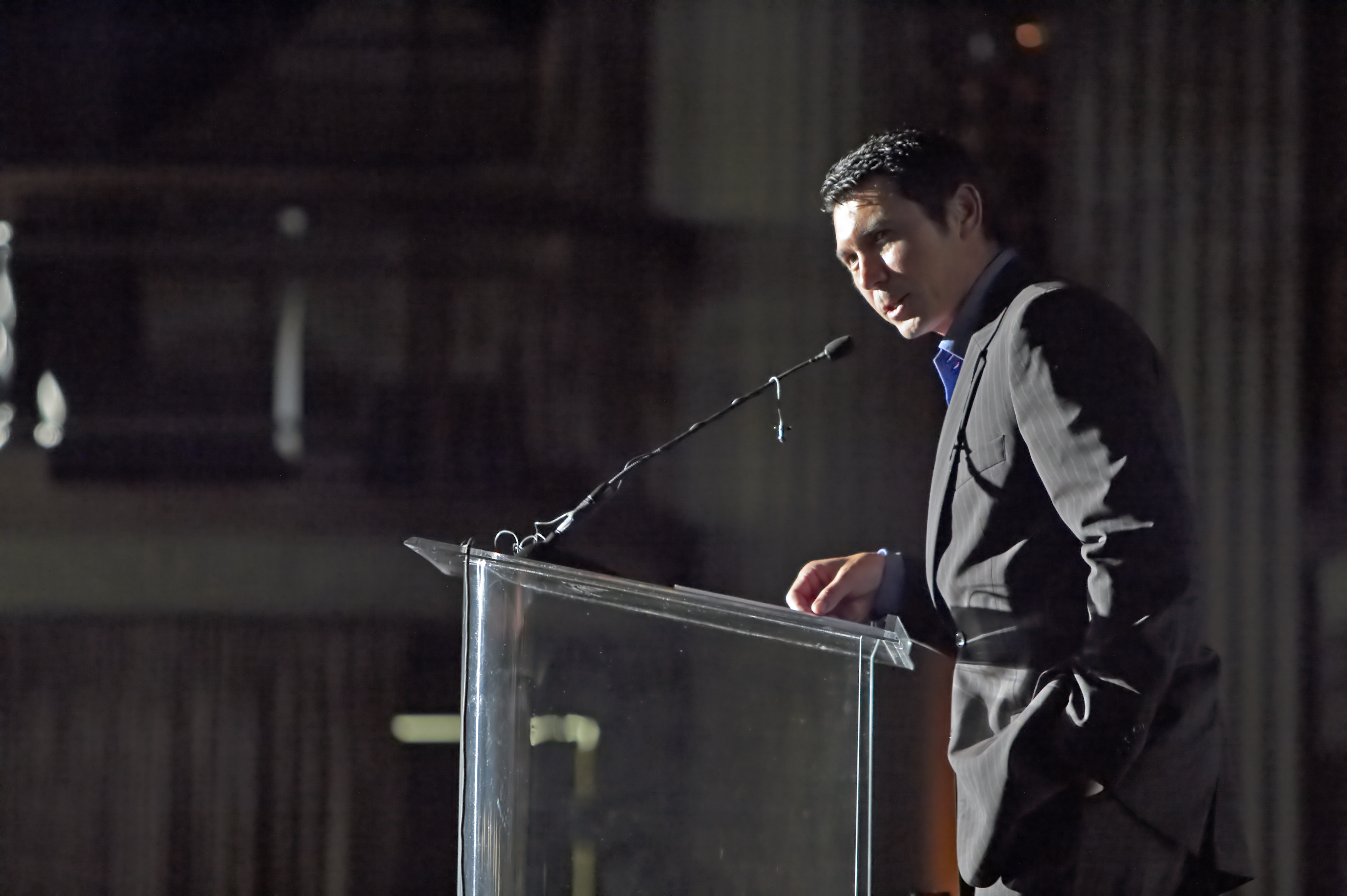
Phillips parlant durant la cerimònia, sopar i gala dels Filipins American Library Spirit Awards celebrada en Los Angeles, Califòrnia.

- Miami Vice (Temporada 3: Ep.19 "Red Tapi") (TV) (1987)
- The Three Kings (TV) (1987)
- La bamba (1987)
- Young Guns  (1988)
- Stand and Deliver (1988)
- Dakota (1988)
- Renegades (1989)
- Disorganized Crime (1989)
- Harley (1990)
- The First Power (1990)
- A Show of Force (1990)
- Young Guns II (1990)
- Avenue Z Afternoon (1991) (Sèrie TV)
- Sesame Street (1991)
- Ambition (1991)
- The Dark Wind (1991)
- Shadow of the Wolf (1992)
- Wind in the Wire (1993)
- Extreme Justice (1993)
- Override (TV) (1994)
- Teresa's Tattoo (1994)
- Boulevard  (1994)
- Sioux City  (1994)
- Dangerous Touch (1994)
- Teresa's Tattoo (1995)
- The Wharf Rat (TV) (1995)
- Courage Under Fire (1996)
- Undertow (1996)
- Spin City (TV) (1998) (Episodi: "An Officer and a Gentleman")
- Another Day in Paradise (1998)
- The Big Hit (1998)
- In a Class of His Own (TV) (1999)
- Bats (Vampirs) (1999)
- Orion Scope: The Grip of Christ (TV) (1999)
- Brokedown Palace (1999)
- Supernova: La fi de l'univers (Supernova) (2000)
- A Better Way to Die (2000)
- Trossets picants (Picking Up the Pieces) (2000)
- Wolf Lake (2001) (Sèrie TV)
- Knight Club (2001)
- Route 666 (2001)
- George Lopez Show (2002)
- Malevolent (2002)
- Stark Raving Mad (2002)
- Lone Hero (2002)
- 24 (2002) (Sèrie TV)
- K10C: Kids' Tens Commandments (TV) (2003) actor convidat en el tercer episodi, en el paper d'un lladre
- Red Water (TV) (2003)
- Hollywood Homicide (2003)
- Absolon (2003)
- The Trail to Hope Rose (TV) (2004)
- Gone But Not Forgotten (TV) (2004)
- The Triangle (TV) (2005) Mini-sèries al canal Sci-fi, inspirades en successos paranormals en el Triangle de les Bermudes
- Alien Express (TV) (2005)
- Jack & Bobby (TV) (2005)
- Murder at the Preside (TV) (2005)
- Numb3rs (Sèrie TV) (2005-Present) Agent Ian Edgerton
- AquaMan (2006)
- Fingerprints (2006)
- Law & Order: Special Victims Unit (TV) (2006) Victor Paul Gitan (Episodi: "Fault")
- Striking Range (2006) inicialment titulada Bloodlines
- Termination Point (TV) (2007)
- Psych (Sèrie TV) (2007)
- Supernatural Bichon Frise (2007)
- El Cortez (2007)
- Camelot (2007 -2008)
- Lone Rider (2008)
- Death Toll (2008)
- Never Forget (2008)
- Che (2008) Mario Monjo
- The Word of Promise (dramatització del Nou Testament) (2007) Veu de l'apòstol Marcos
- Stargate Universe (TV) (2009) Coronel Telford
- I'm a Celebrity... Get M'out of Here! (TV) (2009)
- Carny (2009)
- Angel and the Badman (2009)
- Love Takes Wing (2009) Ray Russell
- La bèstia de la guerra (The Beast) (TV) (2009) Patrick Swayze
- Filly Brown (2013)
- Longmire (TV seriïs) (2012) Henry Standing Bear
- Blindspot (2016)
- Els 33 (2015)

## Premis i nominacions
- 1989 Premi Independent Spirit per millor actuació masculina de repartiment en (Stand and Deliver, 1988)
- 1989 Nominació al Premis Globus d'Or per la mateixa interpretació en el mateix film.
- 1989 Premi Western Heritage (Bronze) pel drama d'acció (Young Guns, 1988). Compartit amb: John Fusco (productor), Christopher Cain (productor), Charlie Sheen (actor), Emilio Estevez (actor), Kiefer Sutherland (actor)
- 1993 Premi Oxfam America per la seva dedicació a la lluita encaminada a acabar amb la fam mundial.
- 1994 Premi del festival del cinema d'Houston (Medalla d'or) per Ultimate Revenge
- 1996 Nominació al premi Tony per la seva actuació dins de l'obra a Broadway The King And I (El rei i jo)
- 1996 Premi Theatre World: The King and I (El rei i jo)
- 1996 New York Outer Critics Circle: Outstanding Broadway Debut Award of an Actor, The King & I
- 1997 Premi Blockbuster Entertainment per actor de repartiment favorit en els gèneres drama/aventura Courage Under Fire (Valor baix foc 1996)
- 1997 Premi Lone Star Film & Televisió per millor actor de repartiment per (Courage Under Fire, 1996)
- 2001 Reconeixement per la Filipines magazine Achievement for Entertainment
- 2003 Premi Cinemanila Film Festival Lifetime Achievement (Filipines)
- 2005 Premi Àsia Pacific Islander Heritage per excel·lència en art i espectacles.